# Järntorget, Örebro

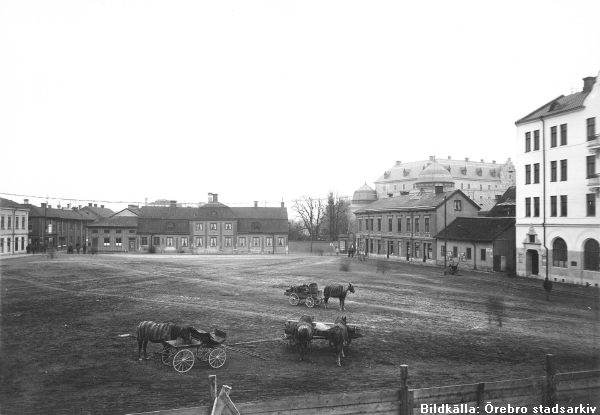
Järntorget år 1903. Där Henry Allards park nu ligger står den Åkerhielmska gården. Den revs år 1906.

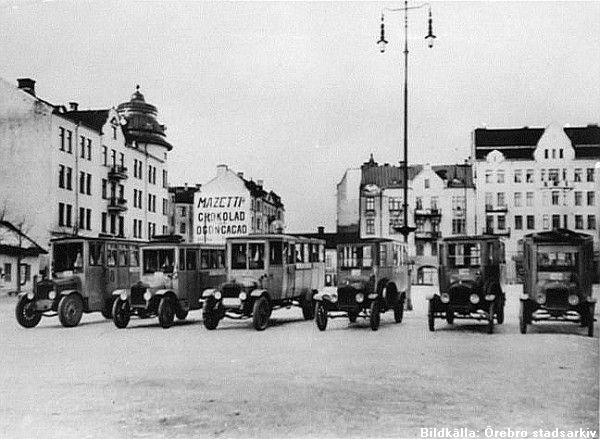
Bussar på Järntorget år 1924

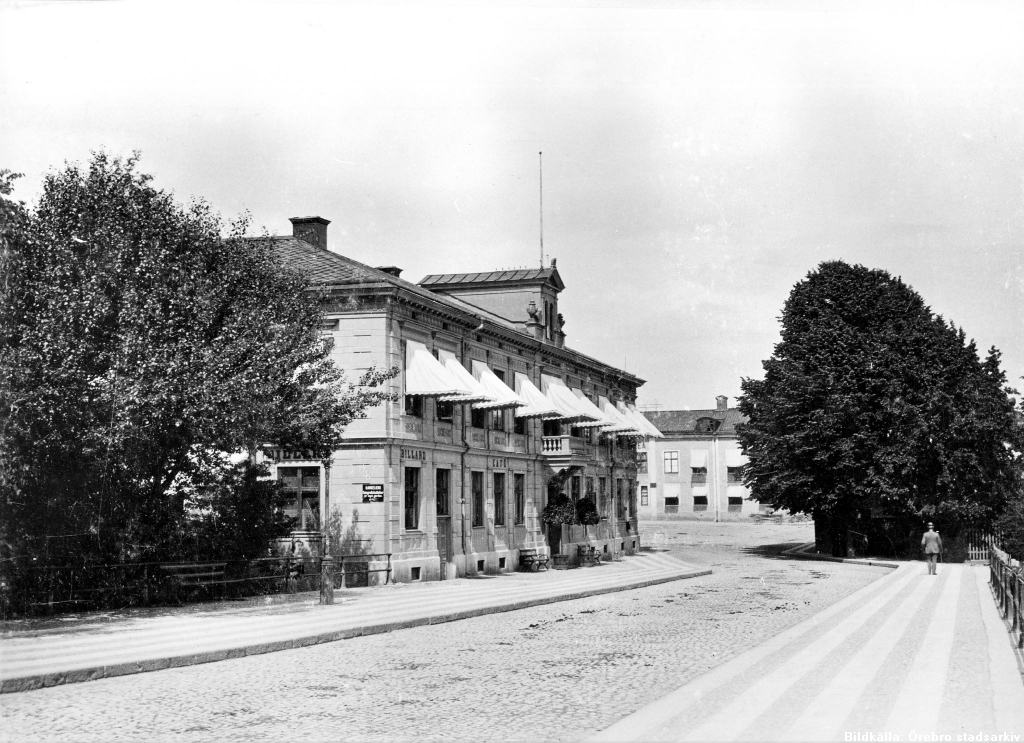
Björkegrens hotell, sedermera varuhuset EPA, omkring år 1890–1900. Burenstamska huset i bakgrunden.

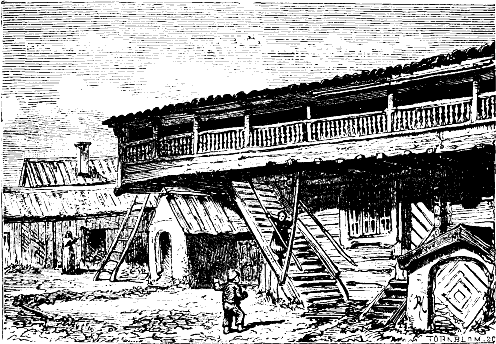
Kungsstugan, som ursprungligen låg vid Järntorgets västra kant. Den finns idag i Wadköping.

Saturnusmodellen med Karl Johanstatyn och slottet i bakgrunden.

Järntorget i Örebro ligger i norra delen av centrum. Storgatan passerar torget i dess östra del, och på andra sidan denna gata står en 15 m hög staty av Karl XIV Johan. Den restes 1919 till minne av att han i Örebro valdes till tronföljare av Riksdagen år 1810. Framför statyn ligger den historiska tidslinjen Femton meter historia vars flankerande stenpelare bildar entré ned mot Svartån, Henry Allards park och i bakgrunden Örebro slott. Olaigatan avgränsar torget i norr.

## Historik
Torget anlades 1760 som en trekantig plats mellan Storgatan och Gamla gatan. Det var till sin yta betydligt mindre än idag. Det omgavs av tre förnämare hus. I norr stod det omkring 1780 uppförda Burenstamska huset. I öster (där Henry Allards park ligger idag) låg den Åkerhielmska gården, riven 1906. I sydväst låg det Westerlingska huset. Bakom detta stod Kungsstugan i trä från 1500-talet. Denna flyttades 1898 till Lars Bohms udde, där den senare kom att bli en del av Wadköping. 
1901 fick torget sin nuvarande, rektangulära form, och då byggdes också många av de nuvarande husen. Redan år 1862 byggdes fastigheten Storgatan 3, där vinhandlaren och hovmästaren J. Björkegren året därpå öppnade en hotellrörelse under namnet Björkegrens hotell, senare benämnt Centralhotellet. Bottenvåningen i detta hus kom sedermera att inrymma varuhuset EPA. Huset revs på 1980-talet.
1965 utökades parkeringsplatserna på Järntorget, vilket innebar att den västra delen, som tidigare varit parkområde, asfalterades.

## Järntorget idag
En del av Hindersmässan, som äger rum i slutet av januari, hålles på Järntorget. På Järntorget står också varje år Örebros julbock. I torgets sydöstra hörn finns ett granitfundament som bär upp en avbildning av planeten Saturnus. Den ingår i den 2,5 km långa modellen Solsystemet i Örebroformat.
Under 2010 byggdes Järntorget om och den gamla bilparkeringen ersattes med en stor fontän. Den kan frysas till skridskobana på vintern. Torget har öppnats upp mot slottet och Svartån. Vid kanten mot ån har ett trädäck anlagts med sittgradänger mot slottet.

## Järntorgets olika namn genom åren[1][2]
- Järntorget (fr.o.m. 1856)
- Silltorget (fr.o.m. 1844)
- Riddartorget (fr.o.m. 1810) (omdöpt till detta namn i samband med Riksdagen år 1810)
- Hökaretorget (fr.o.m. 1784)
- Nya torget (oklart under vilken tid)
- Norra torget (oklart under vilken tid)
- Laketorget (oklart under vilken tid)
- Salttorget (oklart under vilken tid)

### Webbkällor
- Örebro läns museum: 1810, norr
- Örebro kommun: Ombyggnad av Järntorget